# Kaposvári Egyetem
A Kaposvári Egyetem a Pannon Agrártudományi Egyetem Állattenyésztési Kara, a Csokonai Vitéz Mihály Tanítóképző Főiskola és a Takarmánytermesztési Kutató Intézet összevonásával alakult meg 2000. január 1-jén.
2004-ben jött létre a Gazdaságtudományi Kar és a Művészeti Főiskolai Kar, így a karok száma négyre emelkedett. A Kaposvári Egyetem Tanácsa 2005. január 1-jével létrehozta az Egészségtudományi Centrumot, mely részben önálló gazdálkodású egységként működik az egyetemen belül. 2006. január 1-jétől az intézmény integráns része lett a Lovasakadémia Ágazat és a Vadgazdálkodási Tájközpont, a Kiskunfélegyházi Gímszarvas Tenyészeti Telephellyel együtt, amelyek a Földművelésügyi és Vidékfejlesztési Minisztériumtól kerültek vissza a Kaposvári Egyetemre.
Az egyetem kampusza Toponár városrész déli szélén található, a Kaposvár-Szántód közti 6505-ös út mellett.
2020-ban a Szent István Egyetemmel olvad össze, ami 2021-től Magyar Agrár- és Élettudományi Egyetem (MATE) néven alapítványi egyetemként működik tovább.

## Az egyetem története
Az intézmény megalapításában döntő szerepe volt Kaposvár Megyei Jogú Városnak, valamint Somogy Megye Önkormányzatának is, amelyek a jogelőd intézményeket anyagilag és erkölcsileg messzemenően támogatták, ezzel is kifejezve azt az igényüket, hogy Kaposváron önálló egyetem jöhessen létre.
A Kaposvári Egyetem (KE) a Pannon Agrártudományi Egyetem Állattenyésztési Kara (jogelődje az 1961-ben alapított Kaposvári Felsőfokú Mezőgazdasági Technikum, az 1971. évi 21. sz. törvényerejű rendelettel létrehozott, Guba Sándor által alapított Kaposvári Mezőgazdasági Főiskola, továbbá a 37/1986.(VII. 31.) MF sz. rendelettel létesített Pannon Agrártudományi Egyetem Állattenyésztési Kar, Kaposvár) és a Csokonai Vitéz Mihály Tanítóképző Főiskola (jogelődje az 1951-ben megszervezett középfokú állami tanítóképző, amely 1959-től felsőfokú intézet, majd az 1974. évi 13. sz. törvényerejű rendelettel 1975-től Tanítóképző Főiskola lett), továbbá az 1971-ben alapított Takarmánytermesztési Kutató Intézet (Iregszemcse) és az 1959-ben alapított Műszaki Kémiai Kutató Intézet (MÜKKI, Veszprém) integrációjával alakult meg. A MÜKKI a 21/2003. (V. 26.) számú egyetemi tanácsi határozat alapján 2004. január 1-jével kivált a Kaposvári Egyetemből.
A Kaposvári Egyetemet alkotó jogelőd intézmények az integrációt megelőzően az oktatás és kutatás több területén is sikeresen együttműködtek. A kooperáció fő motiválói a művelt tudományterületek egymás számára előnyös komplementaritása, az oktatók és kutatók különösen jó emberi és munkakapcsolatai voltak.
A Takarmánytermesztési Kutató Intézet humánerőforrás és infrastrukturális adottságával az Állattudományi Karban talált megfelelő partnert, kiegészítve annak takarmány- és egyéb növénytermesztés tudományi hátterét. Az intézményi szervezetfejlesztés eredményeként az oktatás, kutatás, szaktanácsadás és a szolgáltatás tartalmát pontosabban kifejezve az Állattenyészési Kar neve Állattudományi Karra (továbbiakban: ÁTK), a Csokonai Vitéz Mihály Tanítóképző Főiskola neve Csokonai Vitéz Mihály Pedagógiai Főiskolai Karra (továbbiakban: PFK) változott.
A Kaposvári Egyetem 2000-ben készített intézményfejlesztési terve az Oktatási Minisztériumtól „A" (kiváló) minősítést kapott. Az intézményfejlesztési tervben az egyetem megfogalmazta jövőképét, annak kiteljesítéséhez szükséges tudományterületi képzési és kutatási, valamint szolgáltatási stratégiáját, és az ehhez szükséges humánerőforrás-fejlesztési, infrastrukturális fejlesztési koncepcióját. A stratégiai koncepciót intézményünk ez idáig sikeresen és időarányosan megvalósította.
Gazdasági, gyógypedagógiai, társadalomtudományi, bölcsészeti és művészeti területeken számos új szak alapítási és indítási dokumentuma készült el az új karok fejlesztési koncepciójának megfelelően.
Az „A" minősítésű IFT eredményeként az államilag finanszírozott beruházásokkal és sikeres humánerőforrás-fejlesztéssel megteremtődött a feltétele a megnövekedett hallgatói létszám fogadásának, új szakok és karok működtetésének. Elkészült az új oktatási épületegyüttes, hallgatói multifunkcionális központ, új központi könyvtár és 347 férőhelyes, új, modern kollégium.
Az új épületek összterülete 14502 m2. A beruházások mellett a sikeres akkreditáció eredményeként a Kormány 218/2004. (VII.9.) sz. rendelete létrehozta a Kaposvári Egyetemen a Gazdaságtudományi Kart (továbbiakban: GTK) és a Művészeti Főiskolai Kart (továbbiakban: MFK). Az új karok létrejöttével négykarú(ÁTK, GTK, PFK, MFK) egyetemmé fejlődött intézményünk.
A GTK megalakulásával elindult intézményünkben a közgazdasági képzés. Korábban az Állattudományi Karon hosszú éveken át működtetett gazdasági agrármérnöki képzés erőforrásainak továbbfejlesztésével, a Corvinus Egyetemmel együttműködve közgazdász-gazdálkodási alapszak indult, pénzügyi szakirányon megnyitva a lehetőségét annak, hogy további gazdálkodási szakokkal bővülhessen a képzési kínálat.
A Művészeti Főiskolai Kar (MFK) létrejöttével merőben új képzési területtel bővült az intézmény profilja. A rajz-, vizuális kommunikáció tanár, a színész, a látványtervező és a fotóriporter képszerkesztő szakok alapításával és indításával egy új vidéki művészeti képzési bázishely kialakulása körvonalazódik.
A Kaposvári Egyetemen 15 éves múltra tekint vissza a Diagnosztikai Intézet, mely világszínvonalú oktató-kutató bázisával, képi diagnosztika alkalmazásával végez széles körű állattudományi kutatásokat, humángyógyászati szolgáltatást, és ezen túlmenően más tudományterületek művelése is dinamikusan fejlődik (pl. talajtan, erdészet-faipar, geológia, fizika, archeológia), kielégítve a szélesedő igényeket az együttműködő partner intézményekkel, vállalatokkal. Kiterjedt nemzetközi kapcsolatokkal rendelkező kutatógárdájával az oktatás, kutatás és humándiagnosztika területén egyaránt elismertséget jelent világszerte a Kaposvári Egyetemnek.
A minőségi humánerőforrás-fejlesztés mellett a legmodernebb CT és MR berendezéseket használó intézet egy új onkoradiológiai épületegyüttes megépítésével biztosította az infrastruktúrát a sugárterápiás kutatásokhoz és humángyógyászati szolgáltatáshoz.
A Kaposvári Egyetem Tanácsa 17/2004. (IX. 22.) számú határozata alapján 2005. január 1-jével létrehozta az Egészségtudományi Centrumot, mely részben önálló gazdálkodású egységként működik az egyetemen belül.
Intézményi stratégiánknak megfelelően további, a képzési, kutatási, szaktanácsadási és szolgáltatási kínálat bővítését célzó fejlesztések megvalósításáról döntött az Egyetemi Tanács, amikor elfogadta, hogy 2006. január 1-jétől az intézmény integráns része lett a Lovasakadémia Ágazat és a Vadgazdálkodási Tájközpont, a Kiskunfélegyházi Gímszarvas Tenyészeti Telephellyel együtt, amelyek a Földművelésügyi és Vidékfejlesztési Minisztériumtól kerültek vissza a Kaposvári Egyetemre.
2006-ban a MAB lefolytatta a Kaposvári Egyetem második akkreditációs értékelését, amely az egyetem „A" (a lehető legjobb) minősítésével zárult. Az értékelés hangsúlyozta az egyetem dinamikus fejlődését, tevékenységének több tudományterületre történő kiszélesítését. Sikeresen valósult meg a magas színvonalú oktatás és kutatás infrastrukturális, személyi és tárgyi feltételeinek megteremtése.
Kiváló technikai feltételek mellett megoldott a karok közötti együttműködés, a lineáris oktatási rendszerre való átállás más felsőoktatási intézményekhez viszonyítva kevesebb problémát vetett fel.